# Siergiej Gusiew (żołnierz)
Siergiej Iwanowicz Gusiew (ros. Сергей Иванович Гусев, ur. 28 sierpnia 1918 w Lipiecku, zm. 18 stycznia 1945 w Prusach Wschodnich) – radziecki wojskowy, kapitan, odznaczony pośmiertnie Złotą Gwiazdą Bohatera Związku Radzieckiego (1945).

## Życiorys
Skończył 7-letnią szkołę, później uczył się w szkole uniwersytetu fabryczno-zawodowego, w 1937 został powołany do Armii Czerwonej, służył na Dalekim Wschodzie (za Bajkałem). W końcu 1940 wrócił do Lipiecka, w 1941 ponownie został wcielony do armii, ukończył kursy młodszych politruków, od 1942 należał do WKP(b). Od października 1941 uczestniczył w wojnie z Niemcami, brał udział m.in. w obronie Leningradu, a później w wyzwalaniu Donbasu, Taganrogu, Mikołajowa, forsowaniu Dniepru, walkach na Białorusi, Litwie i w Prusach Wschodnich jako zastępca dowódcy 2 batalionu piechoty ds. politycznych 564 pułku piechoty 130 Dywizji Piechoty 28 Armii 3 Frontu Białoruskiego w stopniu kapitana. Od 1 stycznia 1945 brał udział w natarciu na Gumbinnen (obecnie Gusiew), o który od 13 do 18 stycznia toczyły się bezpośrednie walki. Gdy przy odpieraniu niemieckiego kontrataku dowódca 6 kompanii został ciężko ranny, Gusiew przejął dowodzenie i poprowadził kompanię do ataku, w którym zginął. Został pochowany w mieście Gumbinnen. 7 września 1946 na jego cześć Gumbinnen przemianowano na Gusiew. Jego imieniem nazwano też ulicę w Lipiecku.

## Odznaczenia
- Złota Gwiazda Bohatera Związku Radzieckiego (pośmiertnie, 19 kwietnia 1945)
- Order Lenina (pośmiertnie, 19 kwietnia 1945)
- Order Wojny Ojczyźnianej I klasy
- Order Wojny Ojczyźnianej II klasy
- Order Czerwonej Gwiazdy

I medale.